# Alain Surget

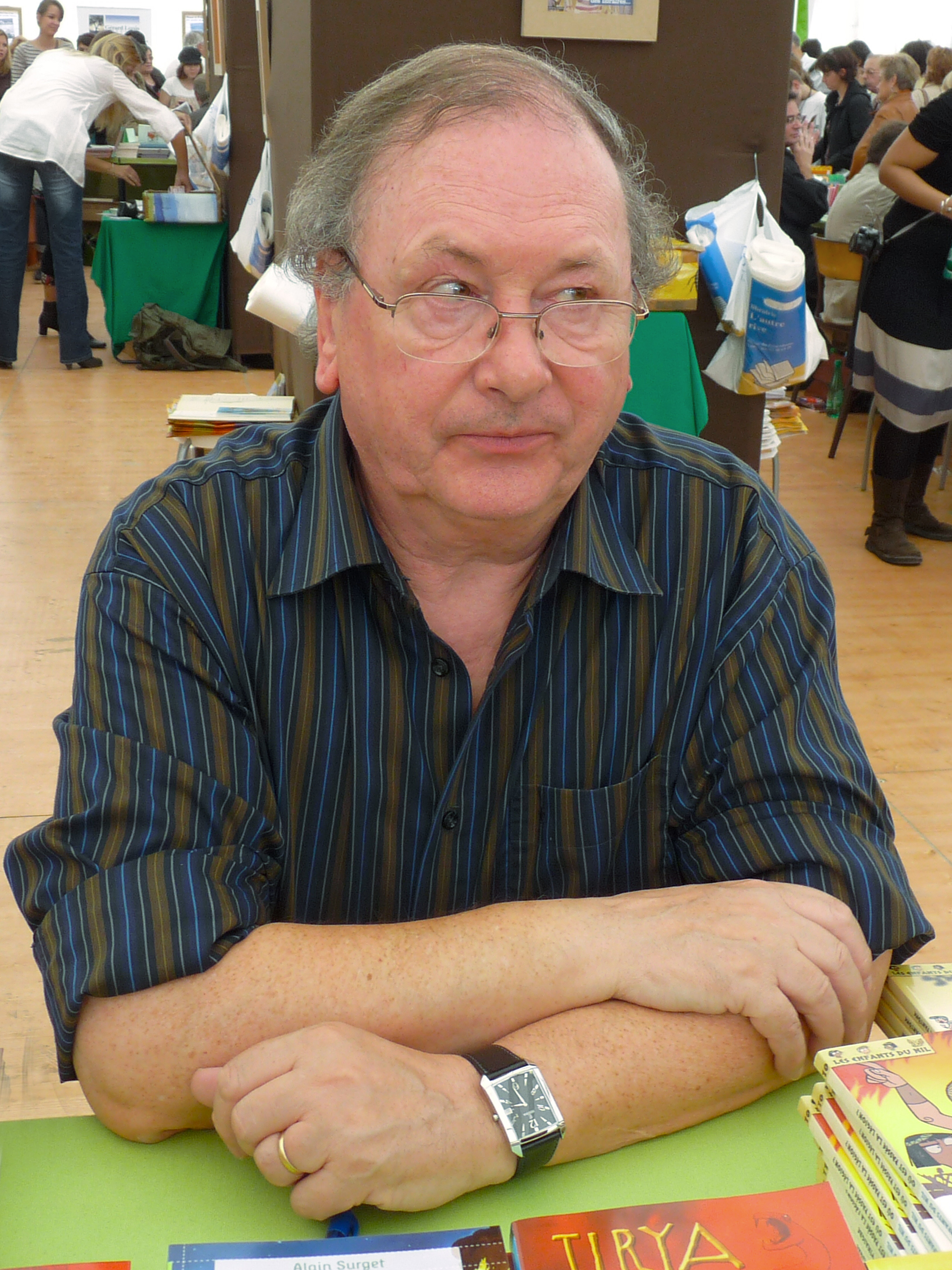
Alain Surget

Alain Surget (* 1948 in Metz) ist ein französischer Jugendbuchautor und Lehrer. Er begann, Theaterstücke und Gedichte zu schreiben, wandte sich später aber Romanen zu.

## Werke
- L'Œil d'Horus
- L'Assassin du Nil
- Le Maître des deux terres
- Le Cavalier du Nil
- Les Enfants du Nil
- Tirya
- Les Enquêtes de Jullius
- La Panthère des neiges
- Safari Blanc
- L'Ourse
- Le Voleur de pandas
- Le Fils des loups
- Les Disparus de Fort Boyard
- L'Œil de feu
- Le Voleur de papyrus
- Quand on parle du loup
- La Montagne aux Gorilles
- La Nuit des Kangourous
- La Plage aux tortues
- Le Cri du loup